# Fabricio Alvarado
Pour les articles homonymes, voir Alvarado.
Fabricio Alvarado Muñoz, né le 30 mai 1974 à San José, est un journaliste et un homme politique costaricien.

## Biographie
Membre du parti chrétien évangélique Restauration nationale (PRN), il est élu député à l'Assemblée législative en 2014. 
En 2018, il est le candidat de son parti à l'élection présidentielle faisant campagne en faveur du concept de la famille et des valeurs traditionnelles, opposé au mariage homosexuel et au droit à l'avortement. Il n'a en revanche pas de programme économique bien défini. Le 4 février, il arrive en tête du premier tour avec 24,9 % des voix, mais perd le second tour, le 1er avril, en ne recueillant que 39,21 % des voix face à Carlos Alvarado du Parti d'action citoyenne, qui l'emporte avec 60,79 %.
De nouveau candidat lors de l'élection présidentielle de 2022, il axe sa campagne sur les questions sociétales, dénonçant « l'idéologie du genre » dans l'éducation et les supposées atteintes aux libertés religieuses.